# '48 (роман)
«'48» — роман про альтернативну історію 1996 року британського автора жахів Джеймса Герберта. Книга розповідає про американського пілота, який застряг у антиутопічному Лондоні після того, як Адольф Гітлер, за кілька хвилин до того, як зазнав повної поразки, використав біологічну зброю, доставлену ракетами Фау-2, яка здебільшого знищила людський рід.

## Короткий зміст сюжету
Історія розповідає про американського пілота Гоука, який живе самотнім на вулицях, постійно ховаючись і втікаючи від банди хворих і невиліковних чорносорочечників, уражених «повільною смертю», які намагаються схопити його, щоб використати його крові, щоб врятувати свого лідера, лорда Габбла, шляхом переливання крові.
Зневірившись схопити Гоука, оскільки його життя наближається до кінця, Габбл посилає всю свою силу, щоб схопити американського пілота. Гоук втікає завдяки допомозі трьох інших людей, які вижили з «ABneg» — двох жінок і німецького навігатора, давно збитого над Британією.
Гоук, звиклий до трьох років самотності, ненавидить своїх рятівників і, розбещений пропагандою, майже не в змозі стриматися в присутності німців, хоча війна вже давно закінчилася.

## Захворювання
З ракетами Фау-2 з'явилися два типи однієї хвороби. По-перше, це кривава смерть, яка миттєво вбиває суб'єкта жахливим способом. Артерії закупорюються та вибухають, шкіра розколюється, а кров виливається з кожного отвору. Повільна смерть має таку саму кульмінацію, але робота займає більше часу, до років, і послаблює суб'єкта, чорніє його пальці та руки та утворює внутрішні синці. Жертви повільної смерті, як правило, набагато слабші та повільніше реагують, ніж AB negs, однак деякі люди (наприклад, МакҐрудер, охоронець Габбла) менш схильні до її виснажливих наслідків.

## Персонажі
- Юджин Натаніель Гоук[2] — американський пілот, який пішов добровольцем на війну раніше, ніж це зробила сама Америка. Він самотній душі, любить піклуватися про себе, і на нього сильно впливає військова пропаганда проти німців, про що свідчить його ставлення до свого товариша, який вижив.
- Кегні — пес, який уклав міцний союз із Гоуком після того, як Гоук врятував йому життя та нагодував його. Кегні діє як собака-охоронець, але також знає, коли потрібно відступити від надзвичайної небезпеки. Часто Кегні попереджає Гоука про наближення небезпеки тихим гарчанням або зміною настрою.
- Вільгельм Штерн — німецький мореплавець, очевидно, збитий і ув'язнений у таборі військовополонених Айленд-Фарм у Вельзі. Він стверджує, що це його єдиний досвід війни і постійно намагається нейтралізувати Гоука від пропаганди. Пізніше з'ясовується, що під час війни Штерн був німецьким шпигуном. Його літак розбився в 1944 році, але йому вдалося уникнути вогню.
- Сіссі — бідна дівчина кокнійського походження, яка подружилася з Мюріель у медичній дослідницькій лікарні після удару ракети Фау-2. Після того, як багато лікарів померли від кривавої смерті, і надія на лікування зникла, Сіссі втекла з Мюріель. Сіссі описується як трохи округліша за Мюріель, але більше схожа на Гоука. Однак її нецензурна лексика неодноразово шокувала Гоука.
- Мюріель Дрейк — багата дівчина, яка контрастує з Сіссі на фоні, але розділяє міцний зв'язок з моменту їхнього знайомства. Її описують як прекраснішу за Сіссі, і вона стверджує, що кілька разів відчуває духовну присутність, що свідчить про те, що вона має в собі середні властивості. Пізніше з'ясовується, що вона весь час була в союзі з чорносорочниками через дружбу між Габблом і її померлим батьком.
- Альберт Поттер, старий наглядач повітряної охорони, який виконує свої обов'язки навіть після Кривавої смерті і, здається, не усвідомлює, що війна закінчилася. Його описують як злегка божевільного, але нешкідливого, який любить з гордістю розповідати про себе і свої досягнення.
- Лорд Габбл, жертва Повільної Смерті, відчайдушно намагається схопити Гоука, вважаючи, що пілот єдиний, хто пережив Кроваву Смерть, щоб він міг здійснити нерозумне переливання крові в надії, що зможе жити далі, вільний від Повільної Смерті. Він лідер чорносорочників, усіх, хто, здається, має намір піти за ним у могилу. Також кажуть, що під час війни Габбл мав зв'язки з Гітлером.